# 利伯蒂格羅夫 (阿拉巴馬州)
利伯蒂格羅夫（英語：Liberty Grove）是一個位於美國阿拉巴馬州蘭道夫縣的非建制地區。該地的面積和人口皆未知。

## 地理
利伯蒂格羅夫的座標為33°21′12″N 85°25′46″W / 33.35333°N 85.42944°W，而該地的平均海拔高度為304米（即997英尺）。